# Top 100 đĩa đơn thập niên 1990 (Pháp)
Dưới đây là danh sách đĩa đơn bán chạy nhất tại Pháp trong thập niên 1990 (phát hành tại Pháp từ 1 tháng 1 năm 1990 đến 31 tháng 12 năm 1999).

## Top 100 của thập niên 1990

### Đĩa đơn
| Vị trí | Tên nghệ sĩ                          | Đĩa đơn                                       | Năm phát hành | Quốc gia                                | Doanh số  | Vị trí cao nhất |
| ------ | ------------------------------------ | --------------------------------------------- | ------------- | --------------------------------------- | --------- | --------------- |
| 1      | Daniel Lavoie, Patrick Fiori & Garou | "Belle"                                       | 1998          | Canada · Pháp                           | 2.221.000 | 1               |
| 2      | Elton John                           | "Candle in The Wind"                          | 1997          | Vương quốc Liên hiệp Anh và Bắc Ireland | 2.029.000 | 1               |
| 3      | Lou Bega                             | "Mambo No. 5"                                 | 1999          | Đức                                     | 1.532.000 | 1               |
| 4      | Wes                                  | "Alane"                                       | 1997          | Cameroon                                | 1.418.000 | 1               |
| 5      | Manau                                | "La Tribu de Dana"                            | 1998          | Pháp                                    | 1.415.000 | 1               |
| 6      | Ricky Martin                         | "Un, Dos, Tres"                               | 1997          | Puerto Rico                             | 1.400.000 | 1               |
| 7      | Florent Pagny                        | "Savoir aimer"                                | 1997          | Pháp                                    | 1.234.000 | 1               |
| 8      | Aqua                                 | "Barbie Girl"                                 | 1997          | Đan Mạch                                | 1.215.000 | 1               |
| 9      | Larusso                              | "Tu m'oublieras"                              | 1998          | Pháp                                    | 1.209.000 | 1               |
| 10     | Céline Dion                          | "The Reason" / "My Heart Will Go On"          | 1998          | Canada                                  | 1.197.000 | 1               |
| 11     | Gala                                 | "Freed from Desire"                           | 1996          | Ý                                       | 1.013.000 | 1               |
| 12     | Eiffel 65                            | "Blue (Da Ba Dee)"                            | 1999          | Ý                                       | 1.001.000 | 1               |
| 13     | Carrapicho                           | "Tic, Tic Tac"                                | 1996          | Brasil                                  | 980.000   | 1               |
| 14     | Andrea Bocelli                       | "Con te partirò"                              | 1997          | Ý                                       | 980.000   | 1               |
| 15     | Lââm                                 | "Chanter pour ceux qui sont loin de chez eux" | 1998          | Pháp                                    | 963.000   | 2               |
| 16     | Céline Dion                          | "Pour que tu m'aimes encore"                  | 1995          | Canada                                  | 955.000   | 1               |
| 17     | Moos                                 | "Au nom de la rose"                           | 1999          | Pháp                                    | 918.000   | 1               |
| 18     | Los del Río                          | "Macarena"                                    | 1996          | Tây Ban Nha                             | 910.000   | 1               |
| 19     | Andrea Bocelli & Hélène Ségara       | "Vivo per lei (je vis pour elle)"             | 1998          | Ý · Pháp                                | 874.000   | 1               |
| 20     | Mylène Farmer                        | "Désenchantée"                                | 1991          | Pháp                                    | 900.000   | 1               |
| 21     | Nomads                               | "Yakalelo"                                    | 1998          | Pháp                                    | 846.000   | 2               |
| 22     | Khaled                               | "Aïcha"                                       | 1996          | Algérie                                 | 824.000   | 1               |
| 23     | Hermes House Band                    | "I Will Survive"                              | 1998          | Hà Lan                                  | 812.000   | 3               |
| 24     | David Hallyday                       | "Tu ne m'as pas laissé le temps"              | 1999          | Pháp                                    | 801.000   | 1               |
| 25     | Will Smith                           | "Men in Black"                                | 1997          | Hoa Kỳ                                  | 783.000   | 1               |
| 26     | Cher                                 | "Believe"                                     | 1999          | Hoa Kỳ                                  | 764.000   | 1               |
| 27     | Jordy                                | "Dur dur d'être bébé !"                       | 1992          | Pháp                                    | 751.000   | 1               |
| 28     | Spice Girls                          | "Wannabe"                                     | 1996          | Vương quốc Liên hiệp Anh và Bắc Ireland | 742.000   | 1               |
| 29     | Fugees                               | "Killing Me Softly"                           | 1996          | Hoa Kỳ                                  | 674.000   | 1               |
| 30     | Coolio                               | "Gangsta's Paradise"                          | 1995          | Hoa Kỳ                                  | 672.000   | 1               |
| 31     | Mylène Farmer                        | "Désenchantée"                                | 1991          | Pháp                                    | 1.800.000 | 1               |
| 32     | Brandy & Monica                      | "The Boy Is Mine"                             | 1998          | Hoa Kỳ                                  | 662.000   | 2               |
| 33     | Robert Miles                         | "Children"                                    | 1996          | Thụy Sĩ                                 | 642.000   | 1               |
| 34     | Lagaf'                               | "La Zoubida"                                  | 1991          | Pháp                                    | 625.000   | 1               |
| 35     | Tina Arena                           | "Aller plus haut"                             | 1999          | Úc                                      | 617.000   | 2               |
| 36     | Ménélik & Imane D                    | "Bye bye"                                     | 1998          | Pháp                                    | 613.000   | 5               |
| 37     | Nathalie Cardone                     | "Hasta Siempre"                               | 1997          | Pháp                                    | 608.000   | 4               |
| 38     | Alliage & Boyzone                    | "Te garder près de moi"                       | 1997          | Pháp · Cộng hòa Ireland                 | 607.000   | 3               |
| 39     | Eiffel 65                            | "Move Your Body"                              | 1999          | Ý                                       | 589.000   | 1               |
| 40     | Britney Spears                       | "... Baby One More Time"                      | 1999          | Hoa Kỳ                                  | 578.000   | 1               |
| 41     | Lara Fabian                          | "Tout"                                        | 1997          | Bỉ                                      | 566.000   | 4               |
| 42     | Hélène Ségara                        | "Il y a trop de gens qui t'aiment"            | 1999          | Pháp                                    | 565.000   | 1               |
| 43     | Ricky Martin                         | "La Copa da la Vida"                          | 1998          | Puerto Rico                             | 563.000   | 1               |
| 44     | Des'ree                              | "Life"                                        | 1998          | Vương quốc Liên hiệp Anh và Bắc Ireland | 555.000   | 2               |
| 45     | Poetic Lover                         | "Prenons notre temps"                         | 1997          | Pháp                                    | 532.000   | 5               |
| 46     | Coumba Gawlo                         | "Pata pata"                                   | 1998          | Sénégal                                 | 529.000   | 2               |
| 47     | Indians Sacred Spirit                | "Yeha-Noha"                                   | 1995          | Đức                                     | 528.000   | 1               |
| 48     | Lââm                                 | "Jamais loin de toi"                          | 1999          | Pháp                                    | 518.000   | 5               |
| 49     | Bryan Adams                          | "(Everything I Do) I Do It for You"           | 1991          | Canada                                  | 508.000   | 1               |
| 50     | Céline Dion                          | "Je sais pas"                                 | 1995          | Canada                                  | 506.000   | 1               |
| 51     | Gala                                 | "Let a Boy Cry"                               | 1997          | Ý                                       | 497.000   | 1               |
| 52     | Emilia                               | "Big Big World"                               | 1999          | Thụy Điển                               | 496.000   | 2               |
| 53     | Puff Daddy & Faith Evans             | "I'll Be Missing You"                         | 1997          | Hoa Kỳ                                  | 492.000   | 2               |
| 54     | Hanson                               | "MMMBop"                                      | 1997          | Hoa Kỳ                                  | 490.000   | 4               |
| 55     | Manau                                | "Mais qui est la belette ?"                   | 1999          | Pháp                                    | 490.000   | 1               |
| 56     | The Cranberries                      | "Zombie"                                      | 1995          | Cộng hòa Ireland                        | 484.000   | 1               |
| 57     | Bellini                              | "Samba de Janeiro"                            | 1997          | Đức                                     | 481.000   | 3               |
| 58     | John Scatman                         | "Scatman (Ski Ba Bop Ba Dop Bop)"             | 1995          | Hoa Kỳ                                  | 479.000   | 1               |
| 59     | Regg'Lyss                            | "Mets de l'huile"                             | 1993          | Pháp                                    | 476.000   | 1               |
| 60     | Janet Jackson                        | "Together Again"                              | 1998          | Hoa Kỳ                                  | 475.000   | 2               |
| 61     | Modern Talking                       | "You're My Heart, You're My Soul"             | 1998          | Đức                                     | 475.000   | 3               |
| 62     | Johnny Hallyday                      | "Vivre pour le meilleur"                      | 1999          | Pháp                                    | 471.000   | 2               |
| 63     | 2Be3                                 | "Partir un jour"                              | 1996          | Pháp                                    | 471.000   | 2               |
| 64     | Lara Fabian                          | "Je t'aime"                                   | 1997          | Bỉ                                      | 471.000   | 6               |
| 65     | Madonna                              | "Frozen"                                      | 1998          | Hoa Kỳ                                  | 469.000   | 2               |
| 66     | François Feldman                     | "Joy"                                         | 1991          | Pháp                                    | 468.000   | 1               |
| 67     | Patrick Bruel                        | "Qui a le droit... (trực tiếp)"               | 1991          | Pháp                                    | 466.000   | 1               |
| 68     | Youssou N'Dour & Neneh Cherry        | "7 Seconds"                                   | 1994          | Sénégal · Thụy Điển                     | 465.000   | 1               |
| 69     | Shania Twain                         | "Man! I Feel like a Woman!"                   | 1999          | Canada                                  | 459.000   | 3               |
| 70     | David Charvet                        | "Should I Leave"                              | 1997          | Pháp                                    | 452.000   | 3               |
| 71     | Madonna                              | "Don't Cry for Me Argentina"                  | 1997          | Hoa Kỳ                                  | 447.000   | 1               |
| 72     | Les Inconnus                         | "Auteuil, Neuilly, Passy"                     | 1991          | Pháp                                    | 428.000   | 1               |
| 73     | Freddie Mercury                      | "Living on My Own 1993"                       | 1993          | Vương quốc Liên hiệp Anh và Bắc Ireland | 426.000   | 1               |
| 74     | Mark Snow                            | "The X-Files"                                 | 1996          | Hoa Kỳ                                  | 425.000   | 1               |
| 75     | Pow woW                              | "Le Chat"                                     | 1992          | Pháp                                    | 423.000   | 1               |
| 76     | Félix Gray & Didier Barbelivien      | "Il faut laisser le temps au temps"           | 1990          | Pháp                                    | 420.000   | 1               |
| 77     | Felicidad                            | "Dam dam deo"                                 | 1997          | Pháp                                    | 410.000   | 3               |
| 78     | Britney Spears                       | "(You Drive Me) Crazy"                        | 1999          | Hoa Kỳ                                  | 409.000   | 2               |
| 79     | Worlds Apart                         | "Je te donne"                                 | 1996          | Vương quốc Liên hiệp Anh và Bắc Ireland | 408.000   | 3               |
| 80     | Barbra Streisand & Céline Dion       | "Tell Him"                                    | 1997          | Hoa Kỳ · Canada                         | 400.000   | 4               |
| 81     | G.O. Culture                         | "Darla_dirladada"                             | 1993          | Pháp                                    | 397.000   | 1               |
| 82     | Spice Girls                          | "Spice Up Your Life"                          | 1997          | Vương quốc Liên hiệp Anh và Bắc Ireland | 397.000   | 3               |
| 83     | Elton John                           | "Can You Feel The Love Tonight"               | 1994          | Vương quốc Liên hiệp Anh và Bắc Ireland | 391.000   | 1               |
| 84     | Enigma                               | "Sadeness (Part I)"                           | 1990          | Đức                                     | 385.000   | 1               |
| 85     | Jean-Philippe Audin & Diego Modena   | "Song of Ocarina"                             | 1991          | Argentina · Pháp                        | 379.000   | 1               |
| 86     | Boris                                | "Soirée disco"                                | 1996          | Pháp                                    | 376.000   | 1               |
| 87     | Ricky Martin                         | "Te Extraño, Te Olvido, Te Amo"               | 1997          | Puerto Rico                             | 373.000   | 4               |
| 88     | Reel 2 Real                          | "I Like to Move It"                           | 1994          | Colombia · Hoa Kỳ                       | 367.000   | 1               |
| 89     | Céline Dion                          | "Un garçon pas comme les autres (Ziggy)"      | 1993          | Canada                                  | 365.000   | 2               |
| 90     | Liane Foly                           | "La vie ne m'apprend rien"                    | 1999          | Pháp                                    | 364.000   | 3               |
| 91     | Fool's Garden                        | "Lemon Tree"                                  | 1996          | Đức                                     | 362.000   | 3               |
| 92     | Phénoménal Club                      | "Il est vraiment phénoménal"                  | 1997          | Pháp                                    | 359.000   | 7               |
| 93     | Patrick Bruel                        | "Alors regarde"                               | 1990          | Pháp                                    | 358.000   | 3               |
| 94     | 2 Unlimited                          | "No Limit"                                    | 1993          | Bỉ · Hà Lan                             | 357.000   | 1               |
| 95     | Alliance Ethnik                      | "Respect"                                     | 1995          | Pháp                                    | 357.000   | 2               |
| 96     | Nirvana                              | "Smells Like Teen Spirit"                     | 1992          | Hoa Kỳ                                  | 356.000   | 1               |
| 97     | IAM                                  | "Je danse le Mia"                             | 1994          | Pháp                                    | 352.000   | 1               |
| 98     | Organiz'                             | "I Never Knew Love Like This Before"          | 1999          | Pháp                                    | 352.000   | 5               |
| 99     | 2Be3                                 | "Toujours là pour toi"                        | 1997          | Pháp                                    | 351.000   | 4               |
| 100    | Snap!                                | "Rhythm Is a Dancer"                          | 1992          | Đức                                     | 349.000   | 1               |